# Oblast Riwne
Die Oblast Riwne (ukrainisch Рівненська область Rivnens'ka oblast') ist eine Verwaltungseinheit der Ukraine im Nordwesten des Landes. Sie hat 1.148.456 Einwohner (Anfang 2021; de facto).

## Geographie
Die Oblast umfasst einen Teil der historischen Landschaft Wolhynien. Im Norden liegt die Grenze zu Belarus mit der Breszkaja Woblasz und deren Rajonen Pinsk und Stolin sowie der Homelskaja Woblasz mit deren Grenzrajonen Rajon Iwanawa, Leltschyzy. Im Westen grenzt die Oblast an die Oblast Wolyn, im Südwesten an die Oblast Lwiw. Die Südgrenze bildet die Oblast Ternopil, im Südosten liegt die Oblast Chmelnyzkyj, im Osten die Oblast Schytomyr.
Durch die Oblast verlaufen die wichtigsten Verkehrsverbindungen von der Ukraine nach Polen und nach Deutschland sowie der Fluss Horyn und Slutsch.
Folgende Kfz-Kennzeichen sind in der Oblast üblich: BK, HK.
Die Oblast Riwne dehnt sich von West nach Ost 130 km, von Nord nach Süd 210 km aus. Die Bevölkerung lebt zu 52,5 % in ländlichen Gebieten, zu 47,5 % in städtischen Gebieten. 8530 km² sind bewaldet. Die Oblast ist reich an Wasserflächen. Es gibt 171 Flüsse, jeder über 10 km Länge, über 500 Seen und 31 Stauseen.
Die größten Flüsse sind der Prypjat (ukrainisch Прип’ять) und der Styr (ukrainisch Стир).
Obwohl der Prpjat der größte Fluss in der Oblast ist, durchfließt er sie nur wenige Kilometer. Er passiert die ukrainisch-belarussische Grenze und kehrt kurz vor Kiew in die Ukraine zurück, wo er in den Dnipro mündet.
Der Styr schneidet die Oblast gleich zweimal, einmal im Südwesten, das zweitemal im Nordwesten.
Der längste Fluss in der Oblast ist der Horyn, er durchstreift die Oblast von Süd nach Nord. Er umfließt die Bezirkshauptstadt Riwne in einem nordöstlichen Bogen, in ihn mündet rechtsseitig der Slutsch, der aus östlicher Richtung kommt.

## Geschichte
Die Oblast entstand als Oblast Rowne nach der Besetzung Ostpolens durch die Sowjetunion als Teil der Ukrainischen SSR per Ukas am 4. Dezember 1939 aus der bis dahin bestehenden polnischen Woiwodschaft Wolhynien sowie Teilen der Woiwodschaft Polesien (südliche Teile der Powiate Pińsk und Stolin).
Zunächst wurden folgende ehemals polnische Powiate (russisch Ujesd genannt) beibehalten:
- Dubno (Дубновский уезд)
- Sdolbunow/Zdołbunów (Здолбуновский уезд)
- Kostopol (Костопольский уезд)
- Rowno/Równe (Ровенский уезд)
- Sarny (Сарненский уезд)

Nach Beratungen am 10. Januar 1940 wurden dann am 17. Januar 1940 die Ujesde aufgelöst und durch folgende Rajone ersetzt (es werden die russischen Namen angeführt, da diese die zeitgenössischen amtlichen Bezeichnungen widerspiegelt):
- Rajon Alexandrija mit Rajonszentrum Alexandrija (Александрия)
- Rajon Beresno mit Rajonszentrum Beresno (Березно)
- Rajon Goschtscha mit Rajonszentrum Goschtscha (Гоща)
- Rajon Demidowka mit Rajonszentrum Demidowka (Демидовка)
- Rajon Dombrowiza mit Rajonszentrum Dombrowiza (Домбровица)
- Rajon Dubno mit Rajonszentrum Dubno (Дубно)
- Rajon Grimailow mit Rajonszentrum Sdolbunow (Здолбунів)
- Rajon Klewan mit Rajonszentrum Klewan (Клевань)
- Rajon Klessow mit Rajonszentrum Klessow (Клесов)
- Rajon Korez mit Rajonszentrum Korez (Корец)
- Rajon Kostopol mit Rajonszentrum Kostopol (Костополь)
- Rajon Ljudwipol mit Rajonszentrum Ljudwipol (Людвиполь)
- Rajon Meschiritschi mit Rajonszentrum Meschiritschi (Межиричи)
- Rajon Mlynow mit Rajonszentrum Mlynow (Млынов)
- Rajon Morotschnoje mit Rajonszentrum Morotschnoje (Морочное)
- Rajon Misotsch mit Rajonszentrum Misotsch (Мизоч)
- Rajon Ostroschez mit Rajonszentrum Ostroschez (Острожец)
- Rajon Ostrog mit Rajonszentrum Ostrog (Острог)
- Rajon Rafalowka mit Rajonszentrum Rafalowka (Рафаловка)
- Rajon Rowno mit Rajonszentrum Rowno (Ровно)
- Rajon Rokitnoje mit Rajonszentrum Rokitnoje (Рокитное)
- Rajon Sarny mit Rajonszentrum Sarny (Сарни)
- Rajon Slasnja mit Rajonszentrum Slasnja (Злазня)
- Rajon Stepan mit Rajonszentrum Stepan (Степань)
- Rajon Teslugow mit Rajonszentrum Teslugow (Теслугов)
- Rajon Tutschin mit Rajonszentrum Tutschin (Тучин)
- Rajon Tscherwonoarmeisk mit Rajonszentrum Tscherwonoarmeisk (Червоноармейск)
- Rajon Werba mit Rajonszentrum Werba (Верба)
- Rajon Wyssozk mit Rajonszentrum Wyssozk (Высоцк)
- Rajon Wladimirez mit Rajonszentrum Wladimirez (Владимирец)

Dazu kamen die kreisfreien Städte Dubno und Rowno.

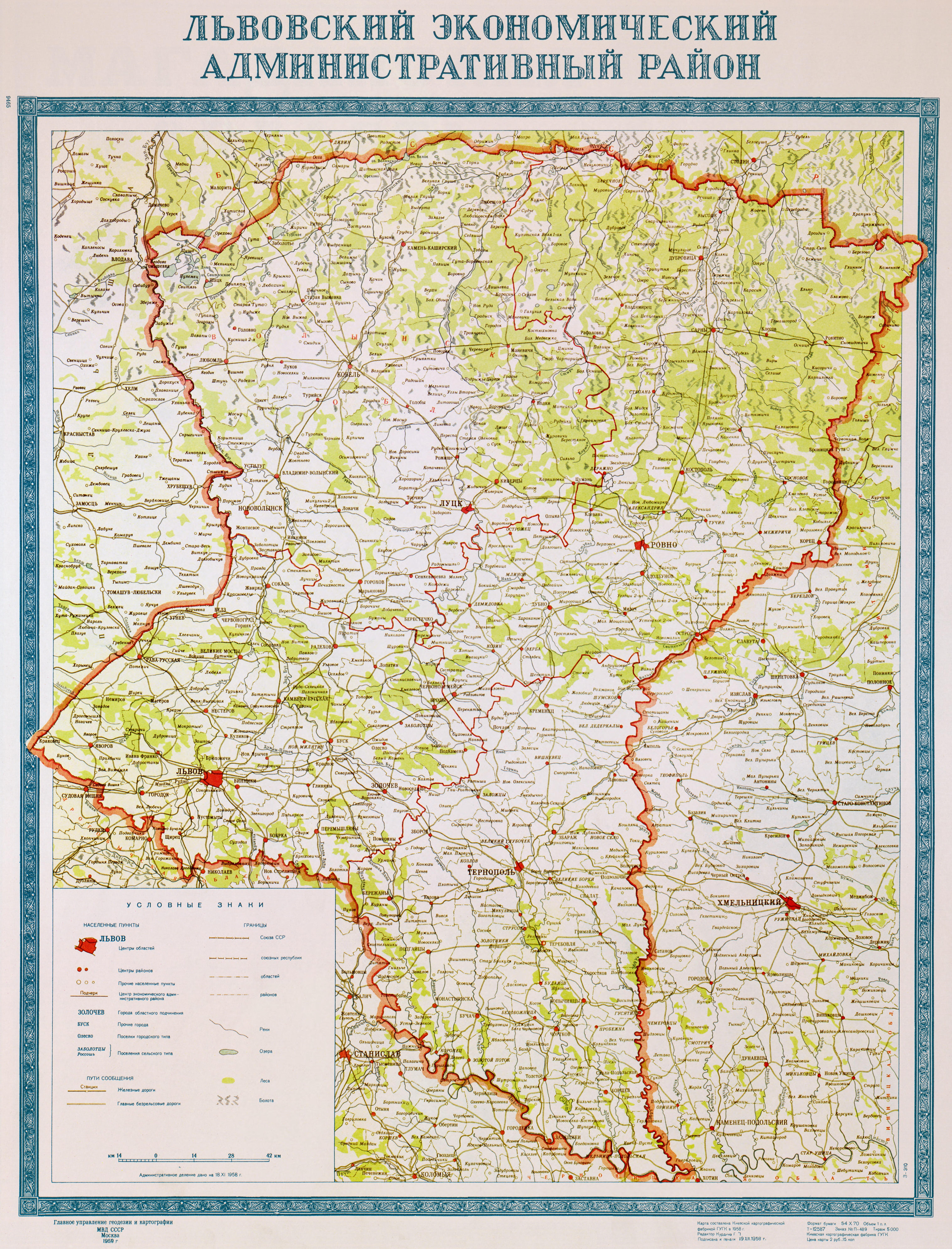
Die Oblast Rowno/Rowne als Teil der Wirtschaftsverwaltungsregion Lwow/Lwiw im Jahre 1958

Noch im gleichen Jahr kam es schon zu Änderungen an den Rajonen, das Rajonszentrum Slasne wurde nach Deraschne und Teslugow nach Kosyn verlegt.
Die Oblast wurde allerdings nach dem Überfall Deutschlands auf die Sowjetunion am 22. Juni 1941 wieder aufgelöst, das Gebiet ging im Reichskommissariat Ukraine auf und konnte erst nach der Rückeroberung des Gebiets durch die Rote Armee im Jahre 1944 wiederhergestellt werden.
Die Oblast trug bis 1991 den Namen Ровенська область / Rowenska oblast (Oblast Rowne) und wurde per Entscheidung des Werchowna Rada analog der namensgebenden Stadt Riwne umbenannt. Seit 1991 ist die Oblast Teil der unabhängigen Ukraine.

## Größte Städte und Siedlungen
Hauptstadt der Oblast ist Riwne; weitere wichtige Städte sind Warasch, Dubno, Kostopil und Sarny.
| Stadt                                                                                     | Ukrainischer Name | Russischer Name | Einwohner 1. Januar 2021 |
| ----------------------------------------------------------------------------------------- | ----------------- | --------------- | ------------------------ |
| Riwne                                                                                     | Рівне             | Ровно           | 245.289                  |
| Warasch                                                                                   | Вараш             | Вараш           | 042.126                  |
| Dubno                                                                                     | Дубно             | Дубно           | 037.257                  |
| Kostopil                                                                                  | Костопіль         | Костополь       | 031.060                  |
| Sarny                                                                                     | Сарни             | Сарны           | 028.865                  |
| Sdolbuniw                                                                                 | Здолбунів         | Здолбунов       | 024.642                  |
| Ostroh                                                                                    | Острог            | Острог          | 015.195                  |
| Beresne                                                                                   | Березне           | Березно         | 013.280                  |
| Radywyliw                                                                                 | Радивилів         | Радивилов       | 010.472                  |
| Dubrowyzja                                                                                | Дубровиця         | Дубровица       | 009.428                  |
| Wolodymyrez                                                                               | Володимирець      | Владимирец      | 009.320                  |
| Mlyniw                                                                                    | Млинів            | Млинов          | 008.140                  |
| Kwassyliw                                                                                 | Квасилів          | Квасилов        | 008.117                  |
| Klewan                                                                                    | Клевань           | Клевань         | 007.650                  |
| Saritschne                                                                                | Зарічне           | Заречное        | 007.345                  |
| Korez                                                                                     | Корець            | Корец           | 006.982                  |
| Rokytne                                                                                   | Рокитне           | Рокитное        | 006.567                  |
| Hoschtscha                                                                                | Гоща              | Гоща            | 005.300                  |
| Quellen: Ukrainisches Amt für Statistik, Seiten 37, 38 und Sekundärquelle City Population |                   |                 |                          |

## Administrative Unterteilung
Die Oblast Riwne ist verwaltungstechnisch in 4 Rajone unterteilt; bis zur großen Rajonsreform am 18. Juli 2020 war sie in 16 Rajone sowie 4 direkt der Oblastverwaltung unterstehende (rajonfreie) Städte unterteilt. Dies waren die Städte Dubno, Ostroh, Warasch sowie das namensgebende Verwaltungszentrum der Oblast, die Stadt Riwne.

### Rajone der Oblast Riwne mit deren Verwaltungszentren
| Rajone der Oblast Riwne | Rajone der Oblast Riwne            | Rajone der Oblast Riwne | Rajone der Oblast Riwne                                       |
| Deutsche Bezeichnung    | Ukrainische Bezeichnung            | Verwaltungszentrum      | Weitere frühere (bis 2020) Rajonzentren und rajonfreie Städte |
| ----------------------- | ---------------------------------- | ----------------------- | ------------------------------------------------------------- |
| Rajon Dubno             | Дубенський район Dubenskyj rajon   | Dubno (Stadt)           | Demydiwka, Mlyniw, Radywyliw                                  |
| Rajon Riwne             | Рівненський район Riwnenskyj rajon | Riwne (Stadt)           | Beresne, Hoschtscha, Korez, Kostopil, Ostroh, Sdolbuniw       |
| Rajon Sarny             | Сарненський район Sarnenskyj rajon | Sarny (Stadt)           | Dubrowyzja, Rokytne                                           |
| Rajon Warasch           | Вараський район Waraskyj rajon     | Warasch (Stadt)         | Saritschne, Wolodymyrez                                       |

Bis 2020 gab es folgende Rajonsaufteilung:

Karte der Rajone und rajonfreien Städte der Oblast (bis 2020)

| Rajone der Oblast Riwne bis 2020 | Rajone der Oblast Riwne bis 2020           | Rajone der Oblast Riwne bis 2020        | Rajone der Oblast Riwne bis 2020 |
| Deutsche Bezeichnung             | Ukrainische Bezeichnung                    | Verwaltungszentrum                      | 2020 aufgegangen in              |
| -------------------------------- | ------------------------------------------ | --------------------------------------- | -------------------------------- |
| Rajon Beresne                    | Березнівський район Beresniwskyj rajon     | Beresne (Stadt)                         | Rajon Riwne                      |
| Rajon Demydiwka                  | Демидівський район Demyrdiwskyj rajon      | Demydiwka (Siedlung städtischen Typs)   | Rajon Dubno                      |
| Rajon Dubno                      | Дубенський район Dubenskyj rajon           | Dubno (Stadt)                           | Rajon Dubno                      |
| Rajon Dubrowyzja                 | Дубровицький район Dubrowyzkyj rajon       | Dubrowyzja (Stadt)                      | Rajon Sarny                      |
| Rajon Hoschtscha                 | Гощанський район Hoschtschanskyj rajon     | Hoschtscha (Siedlung städtischen Typs)  | Rajon Riwne                      |
| Rajon Korez                      | Корецький район Korezkyj rajon             | Korez (Stadt)                           | Rajon Riwne                      |
| Rajon Kostopil                   | Костопільський район Kostopilskyj rajon    | Kostopil (Stadt)                        | Rajon Riwne                      |
| Rajon Mlyniw                     | Млинівський район Mlyniwskyj rajon         | Mlyniw (Siedlung städtischen Typs)      | Rajon Dubno                      |
| Rajon Ostroh                     | Острозький район Ostroskyj rajon           | Ostroh (Stadt)                          | Rajon Riwne                      |
| Rajon Radywyliw                  | Радивилівський район Radywyliwskyj rajon   | Radywyliw (Stadt)                       | Rajon Dubno                      |
| Rajon Riwne                      | Рівненський район Riwnenskyj rajon         | Riwne (Stadt)                           | Rajon Riwne                      |
| Rajon Rokytne                    | Рокитнівський район Rokytniwskyj rajon     | Rokytne (Siedlung städtischen Typs)     | Rajon Sarny                      |
| Rajon Saritschne                 | Зарічненський район Saritschnenskyj rajon  | Saritschne (Siedlung städtischen Typs)  | Rajon Warasch                    |
| Rajon Sarny                      | Сарненський район Sarnenskyj rajon         | Sarny (Stadt)                           | Rajon Sarny                      |
| Rajon Sdolbuniw                  | Здолбунівський район Sdolbuniwskyj rajon   | Sdolbuniw (Stadt)                       | Rajon Riwne                      |
| Rajon Wolodymyrez                | Володимирецький район Wolodymyrezkyj rajon | Wolodymyrez (Siedlung städtischen Typs) | Rajon Warasch                    |

## Demographie
| Jahr      | 1959    | 1970      | 1979      | 1989      | 1995      | 2001      | 2005      | 2008      | 2012      | 2014      | 2021      |
| --------- | ------- | --------- | --------- | --------- | --------- | --------- | --------- | --------- | --------- | --------- | --------- |
| Einwohner | 926.225 | 1.047,605 | 1.117.665 | 1.169.687 | 1.194.500 | 1.173.304 | 1.160.695 | 1.151.990 | 1.154.256 | 1.158.851 | 1.148.456 |

| Nationalität | Einwohner | 1989 (%) | 2001 (%) | Veränderung (%) |
| ------------ | --------- | -------- | -------- | --------------- |
| Ukrainer     | 1.123.400 | 93,3     | 95,9     | 0+3,5 %         |
| Russen       | 0.030.100 | 04,6     | 02,6     | −43,8 %         |
| Belarussen   | 0.011.800 | 01,4     | 01,0     | −26,5 %         |
| Polen        | 0.002.000 | 00,3     | 00,2     | −33,0 %         |

| Muttersprache | 2001 (%) |
| ------------- | -------- |
| Ukrainisch    | 97,0     |
| Russisch      | 02,7     |